# Nikolaï Piliouguine
Nikolaï Alekseïevitch Piliouguine (en russe : Никола́й Алексее́вич Пилю́гин), né le 18 mai 1908 et décédé le 2 août 1982, est un ingénieur en astronautique soviétique, spécialisé dans les systèmes de guidage des fusées.
Il participe à la création du premier missile balistique intercontinental soviétique R-7 Semiorka ainsi qu'à celle de  la navette spatiale russe Bourane.

## Biographie
Diplômé de l'Université technique d'État de Moscou, Piliougine travaille à l'académie de Joukovski à partir de 1934, avant de rejoindre le RNII (institut de recherche sur la propulsion par réaction). En 1945, il rejoint Boris Tchertok à l'institut de recherche RABE (pour Raketen Bau) en Allemagne, pour étudier la conception des armes nazies comme les V2.
En 1946, il prend la tête, avec Mikhaïl Riazanski, du nouveau bureau NII-885. Piliouguine y développe des systèmes de guidage gyroscopiques et des ordinateurs de contrôle de vol pour le programme spatial soviétique.

## Distinctions
Nikolaï Piliouguine reçoit deux fois le titre de Héros du travail socialiste, en 1956 et 1961, le prix Lénine en 1957, le prix d'État de l'URSS en 1967, l'ordre de Lénine en 1956, 1958, 1968, 1975 et 1978, l'Ordre de la révolution d'Octobre en 1971. Il est député du 7e au 10e soviet suprême.